# Sunim
Sunim est le titre coréen pour un moine bouddhiste ou une moniale bouddhiste. En Corée, il est considéré comme respectueux de faire référence à des moines ou des nonnes âgés comme des kun sunim. Dans la plupart des temples coréens, un moine d'âge moyen assume le rôle de juji sunim qui remplit des fonctions administratives. L'aîné des sunim est généralement perçu comme un chef symbolique des jeunes sunim,.